# Coppa di Cina 2022
La Coppa di Cina 2022, denominata Yanjing Beer 2022 Chinese FA Cup per ragioni di sponsorizzazione, è stata la 24ª edizione della coppa nazionale cinese, iniziata il 20 agosto 2022 per poi concludersi inizialmente il successivo 8 gennaio 2023, ma successivamente posticipata al 15 dello stesso mese.
Lo Shandong Taishan era il campione in carica ed ha vinto per il terzo anno di fila la coppa.

## Formula
Il torneo si svolgerà con turni ad eliminazione diretta in gara unica. Solo per i quarti di finale invece, saranno previste gare di andata e ritorno, inizialmente anche le semifinali dovevano essere giocate con una doppia gara, ma il calendario è stato rivisto per mancanza di tempo. Nel primo turno si affronteranno le formazioni militanti nella League One. Dal secondo turno, si aggiungeranno le formazioni provenienti dalla Super League, le tre migliori squadre della League Two e le due migliori di Chinese Champions League.

### Struttura del torneo
|                              | Squadre che entrano in questo turno | Squadre qualificate dal turno precedente     |
| ---------------------------- | --- | -------------------------------------------- |
| Primo turno (18 squadre)     | - 18 squadre di League One |                                              |
| Secondo turno (32 squadre)   | - 16 squadre di Super League - 3 squadre di League Two (le tre squadre prime classificate nei tre gironi di League Two 2022) - 2 squadre di Champions League (le due squadre classificate meglio classificate nella Chinese Champions League 2021, che però non sono state promosse) | - 9 vincenti del primo turno eliminatorio    |
| Terzo turno (16 squadre)     | | - 16 vincenti del secondo turno eliminatorio |
| Quarti di finale (8 squadre) | | - 8 vincenti del terzo turno eliminatorio    |
| Semifinali (4 squadre)       | | - 4 vincenti dei quarti di finale            |
| Finale (2 squadre)           | | - 2 vincenti delle semifinali                |

## Calendario
Il calendario è stato ufficializzato dalla Federazione calcistica della Cina il 12 agosto 2022, mentre il sorteggio si è svolto il 15 dello stesso mese presso la sede della CFA a Taiwan. Successivamente le date sono state riviste a causa della pandemia Covid-19.
| Fase              | Turno            | Sorteggi         | Andata              | Ritorno             |
| ----------------- | ---------------- | ---------------- | ------------------- | ------------------- |
| Turni eliminatori | 1º turno         | 15 agosto 2022   | 20-22 agosto 2022   | 20-22 agosto 2022   |
| Turni eliminatori | 2º turno         | 5 settembre 2022 | 16-18 novembre 2022 | 16-18 novembre 2022 |
| Turni eliminatori | 3º turno         | 5 settembre 2022 | 17-19 dicembre 2022 | 17-19 dicembre 2022 |
| Fase finale       | Quarti di finale | 5 settembre 2022 | 4-5 gennaio 2023    | 7-8 gennaio 2023    |
| Fase finale       | Semifinali       | 5 settembre 2022 | 11 gennaio 2023     | 11 gennaio 2023     |
| Fase finale       | Finale           | 5 settembre 2022 | 15 gennaio 2023     | 15 gennaio 2023     |

## Partite

### Turni eliminatori

#### Primo turno
| Squadra 1              | Risultato       | Squadra 2                |
| ---------------------- | --------------- | ------------------------ |
| Suzhou Dongwu          | 2 - 0           | Beijing Ligong           |
| Zibo Cuju              | 3 - 1           | Shanghai J.B.            |
| Dingnan Ganlian        | 2 - 2 (7-8 dtr) | Qingdao Hainiu           |
| Nantong Zhiyun         | 0 - 2           | Shijiazhuang Gongfu      |
| Kunshan                | 4 - 2           | Shenyang Urban           |
| Shaanxi Chang'an       | 0 - 1           | Guangxi Pingguo Haliao   |
| Shenzhen Xin Pengcheng | 4 - 2           | Beijing BSU              |
| Jiangxi Beidamen       | 4 - 3           | Xinjiang Tianshan Xuebao |
| Nanjing Chengshi       | 0 - 0 (4-2 dtr) | Qingdao Qingchundao      |

#### Secondo turno
| Squadra 1              | Risultato       | Squadra 2           |
| ---------------------- | --------------- | ------------------- |
| Jiangxi Beidamen       | 0 - 5           | Shanghai Shenhua    |
| Shijiazhuang Gongfu    | 2 - 6           | Meizhou Kejia       |
| Jinan Xingzhou         | 1 - 0           | Changchun Yatai     |
| Shenzhen Xin Pengcheng | 2 - 4           | Guangzhou           |
| Xi'an Ronghai          | 0 - 1           | Guangzhou Cheng     |
| Chengdu Rongcheng      | 3 - 0           | Hebei FC            |
| Qingdao Hainiu         | 0 - 2           | Shandong Taishan    |
| Dandong Tengyue        | 1 - 5           | Wuhan San Zhen      |
| Kunshan                | 0 - 4           | Tianjin Jinmen Hu   |
| Yanbian Longding       | 1 - 5           | Cangzhou Xiongshi   |
| Guangxi Pingguo Haliao | 1 - 4           | Henan S.L.          |
| Zibo Cuju              | 1 - 0           | Shenzhen            |
| Beijing Guoan          | 2 - 2 (3-5 dtr) | Jingchuan Wenhui    |
| Nanjing Chengshi       | 0 - 5           | Shanghai Haigang    |
| Suzhou Dongwu          | 2 - 2 (7-6 dtr) | Wuhan Yangtze River |
| Dalian Pro             | 0 - 1           | Zhejiang Zhiye      |

#### Terzo turno
| Squadra 1         | Risultato    | Squadra 2         |
| ----------------- | ------------ | ----------------- |
| Shandong Taishan  | 3 - 0 (tav.) | Zibo Cuju         |
| Jingchuan Wenhui  | 2 - 3        | Jinan Xingzhou    |
| Wuhan San Zhen    | 3 - 0 (tav.) | Tianjin Jinmen Hu |
| Cangzhou Xiongshi | 3 - 1        | Guangzhou         |
| Zhejiang Zhiye    | 3 - 0        | Guangzhou Cheng   |
| Shanghai Haigang  | 3 - 0 (tav.) | Suzhou Dongwu     |
| Chengdu Rongcheng | 3 - 0        | Meizhou Kejia     |
| Henan S.L.        | 0 - 3 (tav.) | Shanghai Shenhua  |

### Fase finale

#### Quarti di finale
| Squadra 1        | Totale | Squadra 2         | Andata | Ritorno |
| ---------------- | ------ | ----------------- | ------ | ------- |
| Shandong Taishan | 6 - 1  | Wuhan San Zhen    | 3 - 1  | 3 - 0   |
| Shanghai Shenhua | 7 - 1  | Cangzhou Xiongshi | 5 - 1  | 2 - 0   |
| Shanghai Haigang | 8 - 0  | Chengdu Rongcheng | 4 - 0  | 4 - 0   |
| Zhejiang Zhiye   | 5 - 1  | Jinan Xingzhou    | 3 - 0  | 2 - 1   |

#### Semifinali
| Squadra 1        | Risultato       | Squadra 2        |
| ---------------- | --------------- | ---------------- |
| Shandong Taishan | 2 - 0           | Shanghai Shenhua |
| Shanghai Haigang | 0 - 0 (3-5 dtr) | Zhejiang Zhiye   |

#### Finale
| Arbitro: | Li Haixin |

|            |           |                                    |
| Gu Bin 36’ | Marcatori | 53’ Chen Pu 90’ (aut.) Zhang Jiaqi |

| Zhejiang Pro | Shandong |

|                 |    |                     |  |     |
|                 |    |                     |  |     |
| P               | 33 | Zhao Bo             |  |     |
| D               | 36 | Lucas Possingolo    |  |     |
| D               | 29 | Zhang Jiaqi         |  | 90’ |
| D               | 2  | Leung Nok Hang      |  |     |
| D               | 28 | Yue Xin             |  |     |
| D               | 19 | Dong Yu             |  |     |
| C               | 31 | Gu Bin              |  | 82’ |
| C               | 11 | Franko Andrijašević |  |     |
| C               | 6  | Yao Junsheng        |  | 90’ |
| A               | 7  | Donovan Ewolo       |  |     |
| A               | 30 | Nyasha Mushekwi     |  |     |
| A disposizione: |    |                     |  |     |
| P               | 1  | Gu Chao             |  |     |
| P               | 12 | Lai Jinfeng         |  |     |
| D               | 3  | Wang Yang           |  |     |
| D               | 4  | Sun Zheng'ao        |  | 90’ |
| D               | 17 | Long Wei            |  |     |
| C               | 8  | Zhong Haoran        |  |     |
| C               | 18 | Ablikim Abdusalam   |  | 90’ |
| C               | 20 | Wang Dongsheng      |  |     |
| C               | 26 | Gao Tianyu          |  |     |
| C               | 27 | Zheng Xuejian       |  |     |
| A               | 9  | Gao Di              |  | 82’ |
| A               | 13 | Li Yalun            |  |     |
| Allenatore:     |    |                     |  |     |
| Jordi Vinyals   |    |                     |  |     |

|                 |    |                    |  |     |
|                 |    |                    |  |     |
| P               | 14 | Wang Dalei         |  |     |
| D               | 6  | Wang Tong          |  | 46’ |
| D               | 27 | Shi Ke             |  |     |
| D               | 5  | Zheng Zheng        |  |     |
| D               | 39 | Song Long          |  |     |
| C               | 13 | Zhang Chi          |  | 76’ |
| C               | 37 | Ji Xiang           |  | 60’ |
| C               | 28 | Son Jun-ho         |  |     |
| C               | 29 | Chen Pu            |  |     |
| A               | 10 | Moisés             |  |     |
| A               | 11 | Liu Yang           |  | 76’ |
| A disposizione: |    |                    |  |     |
| P               | 18 | Han Rongze         |  |     |
| D               | 4  | Jadson             |  |     |
| D               | 15 | Qi Tianyu          |  | 76’ |
| D               | 16 | Li Hailong         |  | 76’ |
| D               | 30 | Abdurasul Abudulam |  |     |
| D               | 31 | Zhao Jianfei       |  |     |
| D               | 35 | Dai Lin            |  |     |
| C               | 17 | Wu Xinghan         |  | 46’ |
| C               | 33 | Jin Jingdao        |  | 60’ |
| C               | 34 | Huang Cong         |  |     |
| C               | 36 | Duan Liuyu         |  |     |
| A               | 32 | Tian Xin           |  |     |
| Allenatore:     |    |                    |  |     |
| Hao Wei         |    |                    |  |     |

| Assistenti arbitrali: Cao Yi Shi Xiang Quarto ufficiale: Wang Zhe VAR: Shi Zhenlu Assistente al VAR: Zhang Lei | Regole dell'incontro: - due tempi regolamentari da 45 minuti ciascuno; - due tempi supplementari da 15 minuti ciascuno in caso di parità; - tiri di rigore in caso di ulteriore parità; inizialmente cinque per squadra, e a oltranza fino a spareggio in caso di ulteriore parità; - numero massimo di 23 giocatori per squadra a referto (11 in campo e 12 come potenziali sostituti); - cinque sostituzioni permesse nei tempi regolamentari; una sesta permessa nei tempi supplementari. |

## Tabellone (fase finale)
|  | Quarti di finale  | Quarti di finale  | Quarti di finale | Quarti di finale | Quarti di finale |   |                  | Semifinali       | Semifinali | Semifinali |  |  | Finale | Finale | Finale |  |
|  |                   |                   |                  |                  |                  |   |                  |                  |            |            |  |  |        |        |        |  |
|  | Zhejiang Zhiye    | Zhejiang Zhiye    | 3                | 2                | 5                |   |                  |                  |            |            |  |  |        |        |        |  |
|  | Zhejiang Zhiye    | Zhejiang Zhiye    | 3                | 2                | 5                |   |                  |                  |            |            |  |  |        |        |        |  |
|  | Jinan Xingzhou    | Jinan Xingzhou    | 0                | 1                | 1                |   |                  |                  |            |            |  |  |        |        |        |  |
|  | Jinan Xingzhou    | Jinan Xingzhou    | 0                | 1                | 1                |   | Zhejiang Zhiye   | Zhejiang Zhiye   | 0 (5)      |            |  |  |        |        |        |  |
|  |                   |                   |                  |                  |                  |   | Zhejiang Zhiye   | Zhejiang Zhiye   | 0 (5)      |            |  |  |        |        |        |  |
|  |                   |                   | Shanghai Haigang | Shanghai Haigang | 0 (3)            |   |                  |                  |            |            |  |  |        |        |        |  |
|  | Shanghai Haigang  | Shanghai Haigang  | Shanghai Haigang | Shanghai Haigang | 0 (3)            | 4 | 4                | 8                |            |            |  |  |        |        |        |  |
|  | Shanghai Haigang  | Shanghai Haigang  |                  |                  |                  |   |                  | 8                |            |            |  |  |        |        |        |  |
|  | Chengdu Rongcheng | Chengdu Rongcheng | 0                | 0                | 0                |   |                  |                  |            |            |  |  |        |        |        |  |
|  | Chengdu Rongcheng | Chengdu Rongcheng | 0                | 0                | 0                |   | Zhejiang Zhiye   | Zhejiang Zhiye   | 1          |            |  |  |        |        |        |  |
|  |                   |                   |                  |                  |                  |   |                  |                  |            |            |  |  |        |        |        |  |
|  |                   |                   | Shandong Taishan | Shandong Taishan | 2                |   |                  |                  |            |            |  |  |        |        |        |  |
|  | Shanghai Shenhua  | Shanghai Shenhua  | Shandong Taishan | Shandong Taishan | 2                | 5 | 2                | 7                |            |            |  |  |        |        |        |  |
|  | Shanghai Shenhua  | Shanghai Shenhua  |                  |                  |                  |   |                  | 7                |            |            |  |  |        |        |        |  |
|  | Cangzhou Xiongshi | Cangzhou Xiongshi | 1                | 0                | 1                |   |                  |                  |            |            |  |  |        |        |        |  |
|  | Cangzhou Xiongshi | Cangzhou Xiongshi | 1                | 0                | 1                |   | Shanghai Shenhua | Shanghai Shenhua | 0          |            |  |  |        |        |        |  |
|  |                   |                   |                  |                  |                  |   | Shanghai Shenhua | Shanghai Shenhua | 0          |            |  |  |        |        |        |  |
|  |                   |                   | Shandong Taishan | Shandong Taishan | 2                |   |                  |                  |            |            |  |  |        |        |        |  |
|  | Shandong Taishan  | Shandong Taishan  | Shandong Taishan | Shandong Taishan | 2                | 3 | 3                | 6                |            |            |  |  |        |        |        |  |
|  | Shandong Taishan  | Shandong Taishan  |                  |                  |                  |   |                  | 6                |            |            |  |  |        |        |        |  |
|  | Wuhan San Zhen    | Wuhan San Zhen    | 1                | 0                | 1                |   |                  |                  |            |            |  |  |        |        |        |  |